# Nuno Campos
Nuno Vieira Campos (Funchal, 13 giugno 1993) è un calciatore portoghese, difensore del Machico.

## Caratteristiche tecniche
Gioca come terzino destro.

## Carriera
Ha giocato nella prima divisione portoghese.

## Palmarès

### Club

#### Competizioni nazionali
- Segunda Liga: 2

Nacional: 2017-2018, 2019-2020